# Epichalcoplethis richteri
Epichalcoplethis richteri är en skalbaggsart som beskrevs av Ohaus 1910. Epichalcoplethis richteri ingår i släktet Epichalcoplethis och familjen Rutelidae. Inga underarter finns listade i Catalogue of Life.